# Malais en Égypte
Les Malais en Égypte (malais : Orang Melayu di Mesir; arabe : الملايو في مصر) sont un groupe ethnique en Égypte.